# 29-я кавалерийская дивизия
29-я кавалерийская дивизия — воинское соединение СССР, созданное во время Великой Отечественной войны. Дивизия сформирована в Орловской области летом 1941 года. В составе войск Брянского фронта приняла участие в битве за Москву. Расформирована в марте 1942 года.

## История
В начале Великой Отечественной войны ввиду больших потерь сухопутных сил, авиации и механизированных частей потребность в коннице, как подвижной и манёвренной силе Сухопутных войск, резко возросла. Летом — в начале осени 1941 года использование Ставкой Верховного Главнокомандования (ВГК) кавалерийских соединений сводилось к рейдовым действиям в тылу врага.

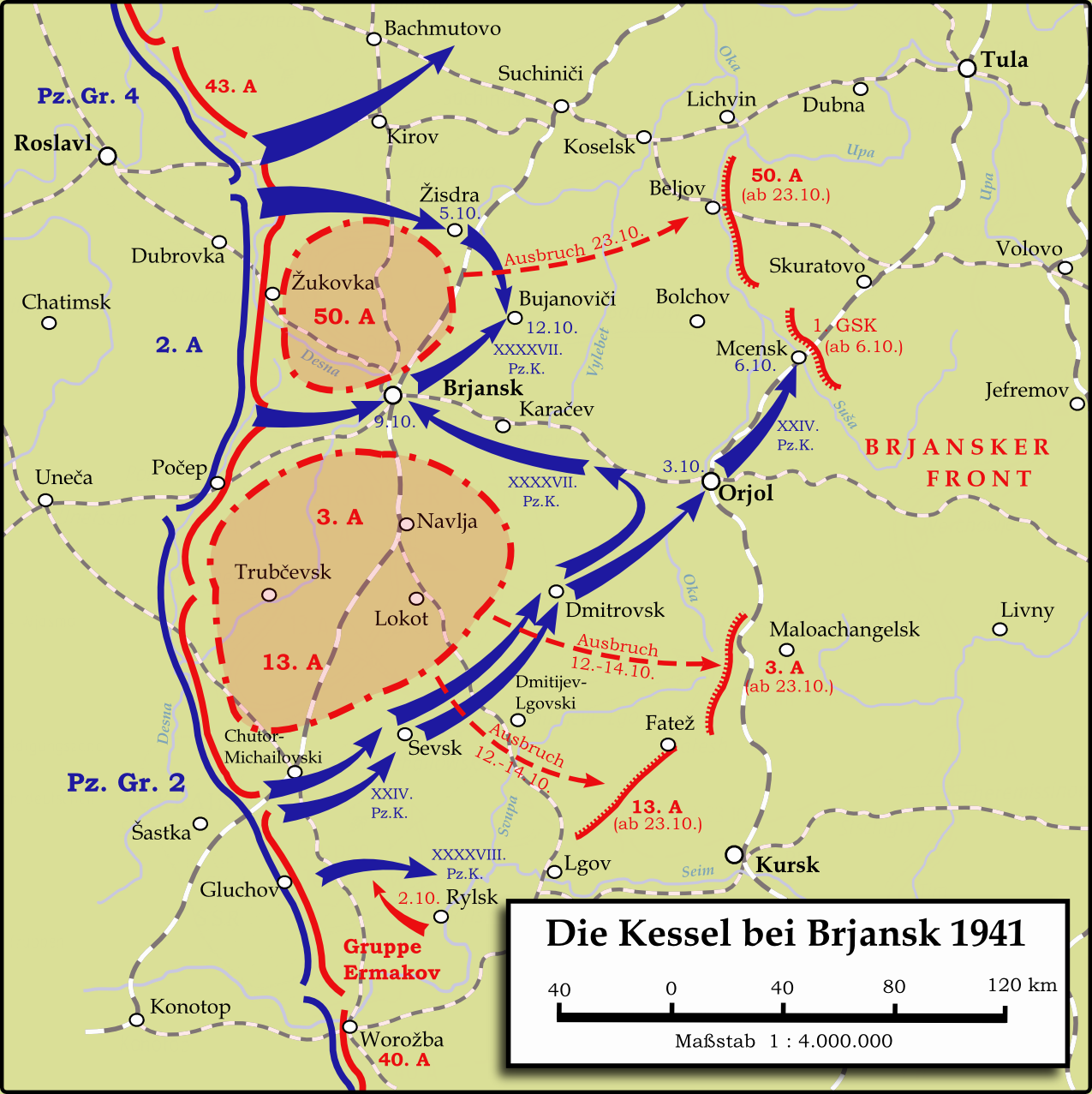
Битва под Брянском. Брянский котёл, октябрь 1941 года

В июле — августе 1941 года было сформировано 48 кавалерийских дивизий. В состав формируемых соединений были внесены организационно-штатные изменения, а численность дивизии сократилась с 9224 до 3447 человек.
В соответствии с Постановлением Государственного Комитета Обороны №ГКО-207сс от 19.07.41 о формировании новых дивизий 29-я кавалерийская дивизия была сформирована в районе станции Касторное Орловской области (ныне Курская область):
Утвердить следующие сроки окончания формирования кавалерийских дивизий: 29 кд — ОрВО — дислокация Касторное — к 28.07.41.
Командиром 29-й кавалерийской дивизии был назначен полковник Серашев Емельян Парфенович, начальником штаба- полковник Коблов Григорий Петрович, выпускник Академии Генштаба РККА (июль, 1941).
В действующей армии 29-я кавалерийская дивизия по некоторым данным находилась с 4 октября 1941 года по 4 апреля 1942 года.
По состоянию на 1 октября 1941 года дивизия входила в состав 49-й армии Резервного фронта. 3 октября, согласно директиве Ставки ВГК № 2703/оп командующим войсками Резервного фронта, 49-й армией об изменении районов сосредоточения дивизий части 29-й кавалерийской дивизии было приказано сосредоточить в район Понырей в 76 км к северу от Курска.
С 4 октября дивизия вошла в состав Брянского фронта, участвовала в Орловско-Брянской оборонительной операции (30.09-23.10.1941).
Согласно докладу о боевых действиях 29-й кавалерийской дивизии с 28 октября 1941 года по 11 ноября 1941 года дивизия действовала на широких фронтах до 60-80 км, вела глубокую разведку до 60 км. С 4 октября 1941 года по 28 октября 1941 года дивизия совершила 1000 км марш по Курской и частично Орловской области.
Дивизия перебрасывалась с одного направления на другое, удерживала оборону на одном направлении и вела активные боевые действия на других направлениях. Вследствие отсутствия отдыха, сильных дождей и плохих дорог силы лошадей были подорваны, положение усугублялось тем, что с 4 октября 1941 года «дивизия систематически подвергалась с момента выгрузки, 4.10.41, ст. Поныри, Воза и Золотухино ударам авиации, несла от неё потери, особенно при выгрузке, и вынуждена была совершать марши, и боевые действия исключительно ночью». Потери дивизии составили до 30 % личного, конского состава и матчасти.
Согласно оперативной сводке № 234 Генерального штаба Красной Армии на 8.00 17.10.41 г.:
… 8. …Группа Грязнова. 133 тбр действовала в направлении Жданово — Кромы. 29 кд занимала рубеж сев.-зап. Фатеж — Брехово — Ульяновка.

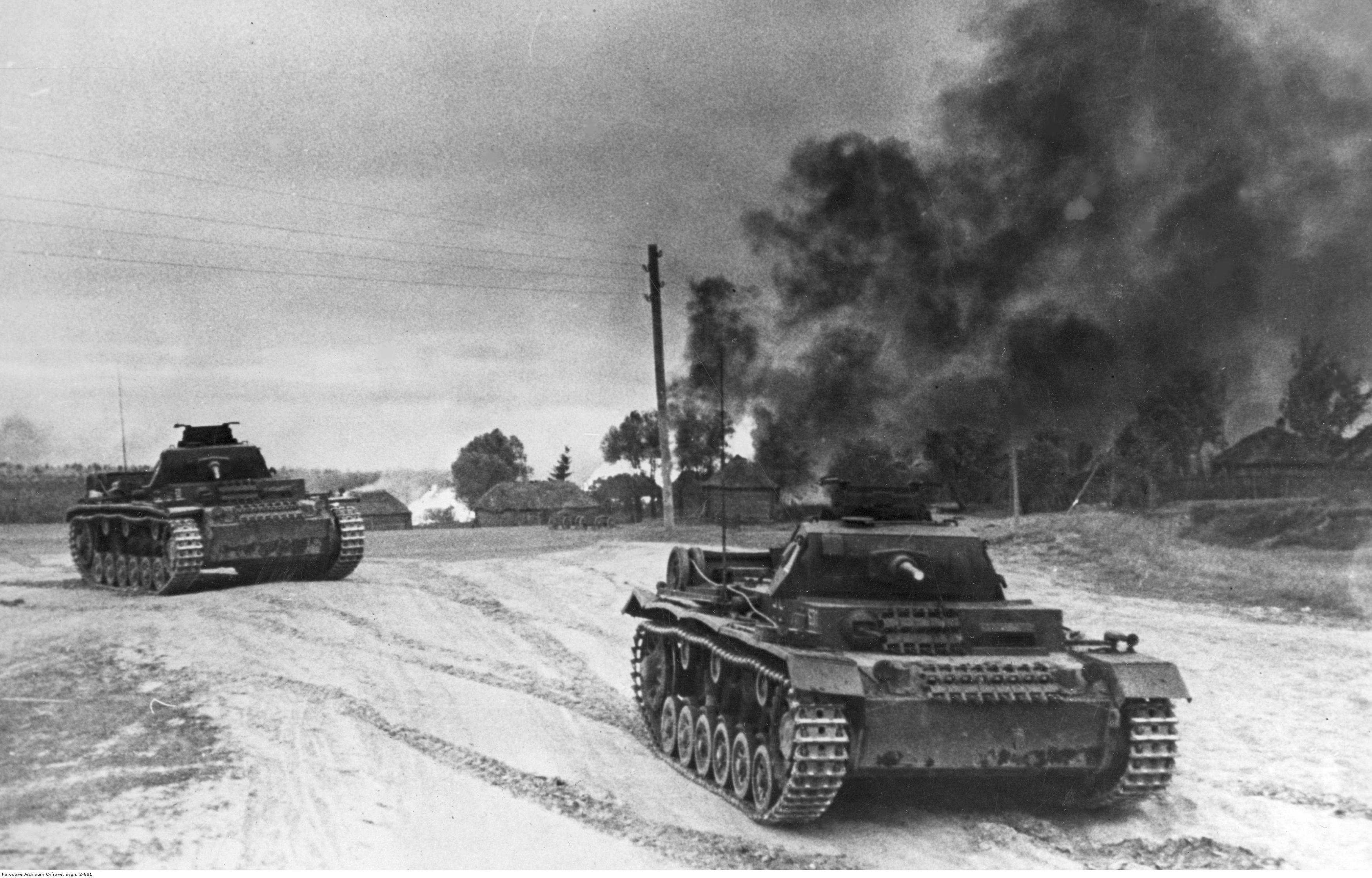
Битва за Москву. Наступление немецких войск в октябре 1941 года

По приказу командующего 13-й армией дивизия прикрывала отход и сосредоточение 13-й армии в полосе 40-50 км на направлении Коссаржа, Ливны. В районе с. Нижнее Смородное дивизия получила приказ 24 октября 1941 года в 23.00 выйти на рубеж Поныри. Дивизии было приказано с утра 25 октября 1941 года повести наступление на Самодуровку, Никольское, Черемошное и обеспечить выход из окружения 3 -й армии в направлении Ольховатка.
В район Поныри дивизия вышла к 1.00 26 октября 1941 года, а передовые части вышли на рубеж Никольское, Теплое.
С 26 октября 29-я кавалерийская дивизия обеспечивала выход из окружения войск 3-й армии. С 31 октября в составе 3-й армии вела бои на ефремовском направлении.
В период с конца октября до первой декады ноября 29-ю кавалерийскую дивизию командование активно использовало на флангах 2-й танковой армии Гудериана, перебрасывая с одного участка фронта на другой. Дивизия под проливным дождем совершала марши по ночам, что изматывало силы личного и конского состава.
В начале ноября после боев в районе Поныри 29-й кавалерийской дивизии было приказано передислоцироваться на правый фланг Брянского фронта, так как 28-29 октября 2-я танковая армия Гудериана перешла в наступление в направлении Тулы. Но её правый фланг растянулся на 200 км от Мценска до Тулы. По замыслу советского командования 3-я армия должна была нанести удар в растянутый правый фланг 2-й танковой армии противника южнее Тулы. Наиболее боеспособными из частей Красной Армии, отошедших с Зуши и из-под Брянска в район города Ефремов, были 6-я гвардейская стрелковая дивизия (командир-генерал-майор К. И. Петров), 133-я танковая бригада полковника В. М. Полякова и 29-я кавалерийская дивизия полковника Е. П. Серашева. Остальные части также были приведены в порядок и подготовлены к новым боям.
Однако на ранее почти открытый правый фланг из под Брянска были направлены части 167-й и 112-й пехотных дивизий вермахта, 18-я танковая дивизия.
10 и 11 ноября противник, поддерживаемый дивизионом штурмовой артиллерии и пехотой 53-го армейского корпуса, обрушился на ударную группировку 3-й армии в районе Теплое и нанес ей поражение.

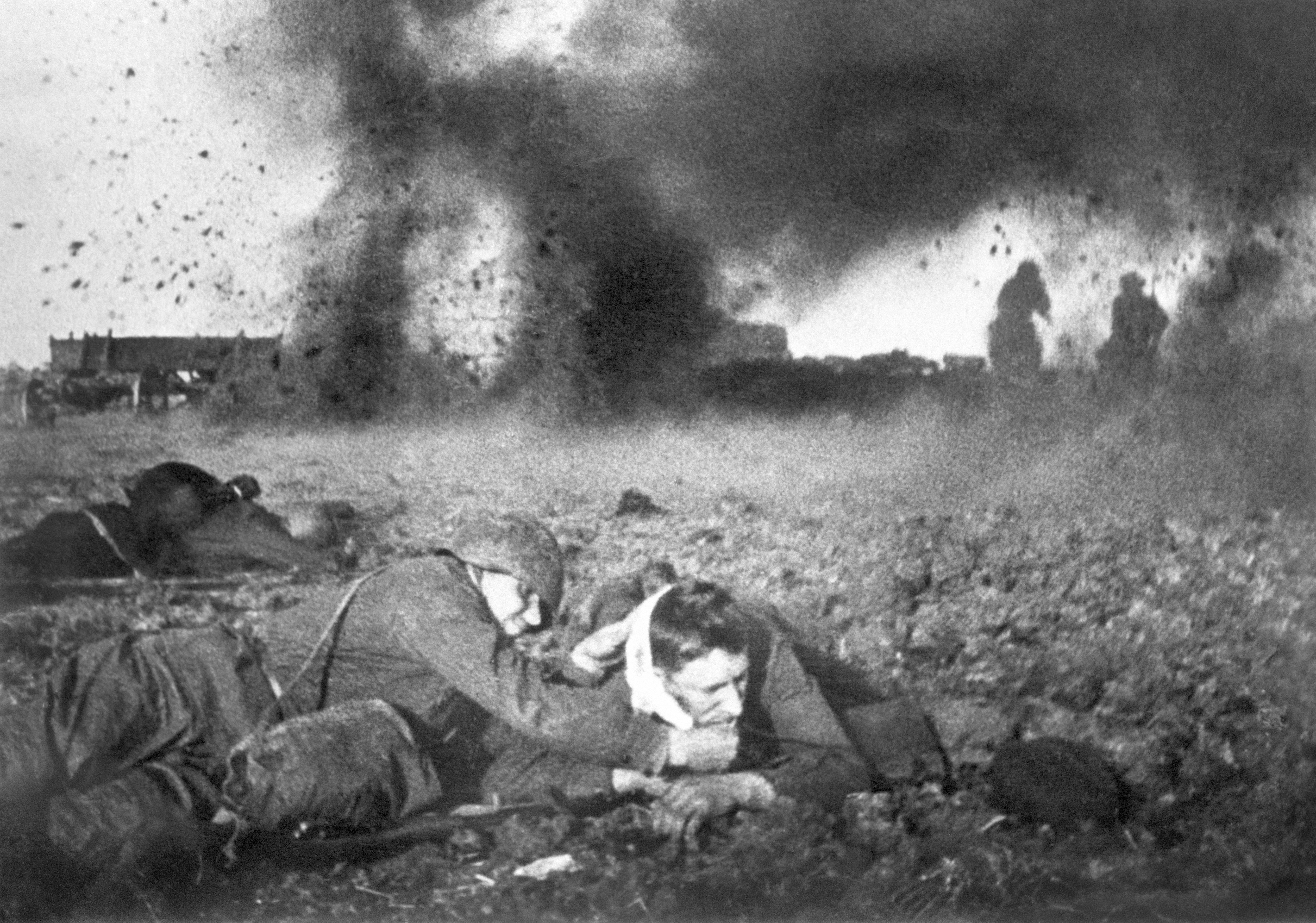
Ожесточённые бои на подступах к Москве осенью 1941 года

Танковая дивизия Эбербаха во взаимодействии с частями 112-й и 167-й пехотных дивизий вермахта атаковала советские части у населенных пунктов Крюковка, Раево и Троекурово.
10 и 11 ноября 1941 года части 29-й кавалерийской дивизии вели тяжелые оборонительные бои в районе Троекурово, Покровское, Стрешнево, Карцево, Крюковка и попала в окружение.
С 3 по 13 ноября 1941 года в ходе боёв в районе Тёплого 53-й армейский корпус противника при поддержке танковой бригады Г.Эбербаха отбросил советские войска обратно к Ефремову, противник захватил при этом более 3000 пленных и значительное количество орудий.
В течение 12— 15 ноября 1941 года остатки дивизии пробились в район д.Алексеевский и начали отходить в направлении города Ефремов. На помощь частям вермахта подошёл 47-й моторизованный корпус.
29-я кавалерийская дивизия вышла из окружения, но потеряла большую часть личного и конского состава и вооружения.
Уцелешие в боях в этом районе советские части: 41-я кавалерийская дивизия, 269-я стрелковая дивизия — 1059 человек, 283 стрелковая дивизия в направлении Турдей-Воейково-Кадное — 2582 человек и 137-я стрелковая дивизия в направлении Архангельское — Верхний и Нижний Изрог — Яблонево — Закопы — 806 человек.
Советские части отходили на Ефремов, противник преследовал отступавшие советские части и развивал наступление на Богородицк.
18-19 ноября шли упорные бои за Медвёдки, Сафоновку, Буреломы Ефремовского района. К вечеру 20 ноября немецкие войска ценой серьезных потерь сумели частично овладеть Ефремовым.
20 ноября 1941 года немецкая 18-я танковая дивизия после упорных уличных боёв заняла город Ефремов и удержала его, несмотря на контратаки советских войск.
На 29 ноября 29-я кавалерийская дивизия насчитывала 410 человек, 4 пулемета, 44 миномета и 3 орудия.
Вследствие больших потерь дивизия была выведена в резерв Юго-Западного фронта.
На 1 января 1942 года 29-я кавалерийская дивизия насчитывала 421 человек личного состава, 213 лошадей, 30 пулемётов.
Документы о дальнейших боевых действиях 29-й кавалерийской дивизии предстоит найти. По некоторым данным в Елецкой операции (06.12-16.12.1941) она не участвовала, а во время продолжительной Болховской операции (08.01-20.04.1942) в феврале-марте 1942 года находилась по документам в составе 7-го кавалерийского корпуса, однако в бой не вводилась.
25 марта 1942 года 29-я и 91-я кавалерийские дивизии были расформированы и обращены на формирование 83-й кавалерийской дивизии. Бывший командир 29-й кавалерийской дивизии полковник Серашев (Серышев) Емельян Парфёнович был назначен командиром 83-й кавалерийской дивизии (05.42-03.43).
К концу 1941 года в Сухопутных войсках действовали 82 кавалерийские дивизии. По мере насыщения фронта механизированными частями и роста проблем с обеспечением кавалерийских дивизий конским составом в апреле — июле 1942 года количество кавалерийских соединений уменьшилось почти вдвое, а оставшиеся были переведены на новый штат.

## Командный состав дивизии
Командир
полковник Серашев Емельян Парфёнович (07.41-03.42)
Начальник штаба
полковник Коблов Григорий Петрович

## Подчинение
13-я армия - 24.10.1941 — 03.11.1941
3-я армия - 03.11.1941 — 10.11.1941
Брянский фронт - 24.12.1941 — 01.01.1942
7-й кавалерийский корпус - 18.01.1942 — 25.03.1942

## Состав
107-й кавалерийский полк - 04.10.1941 — 04.04.1942
110-й кавалерийский полк - 04.10.1941 — 04.04.1942
Дивизионный ветеринарный лазарет 189-й, 29-й кавалерийской дивизии - 04.10.1941 — 04.04.1942
113-й кавалерийский полк 29-й кавалерийской дивизии - 04.10.1941 — 04.04.1942
17-й медико-санитарный эскадрон - 04.10.1941 — 04.04.1942